# Макумбу, Антуан
Антуан Макумбу (фр. Antoine Makoumbou; род. 18 июля 1998, Париж) — французский и конголезский футболист, полузащитник клуба «Кальяри» и национальной сборной Республики Конго.

## Карьера

### Начало карьеры
Воспитанник футбольной академии французского клуба «Монако». В январе 2018 года футболист присоединился к французскому клубу «Аяччо». Несколько раз футболист попадал в заявку второй команды клуба, однако на поле так и не вышел. По окончании сезона покинул клуб и присоединился к немецкому «Майнцу 05». Футболист сразу же отправился выступать за вторую команду клуба, где на протяжении всего сезона оставался преимущественно игроком скамейки запасных, однако успел отличиться забитым голом. По окончании сезона покинул и немецкий клуб.

### «Табор»
В октябре 2020 года футболист на правах свободного агента присоединился к словенскому клубу «Табор». Дебютировал за клуб 22 ноября 2020 года в матче против клуба «Алюминий», выйдя на поле в стартовом составе. Первым результативным действием за клуб отличился 19 декабря 2020 года в матче против клуба «Копер», отдав голевую передачу. На протяжении всего сезона футболист был одним из основных игроков клуба, вместе с которым закончил чемпионат на итоговом шестом месте.

#### Аренда в «Марибор»
Летом 2021 года футболист готовился к сезону с основной командой «Табора», даже успев сыграв матч в чемпионате, но в июле 2021 года на правах арендного соглашения перешёл в «Марибор». Дебютировал за клуб 25 июля 2021 года в матче против клуба «Домжале», выйдя на замену на 58 минуте. Затем футболист вместе с клубом отправился на квалификационный матч Лиги конференций УЕФА, где 29 июля 2021 года уступили шведскому клубу «Хаммарбю» и вылетели из этапа квалификаций. Футболистбыстро закрепился в основной команде клуба, став одним из ключевых игроков.

### «Марибор»
В декабре 2021 года словенским клубом была активирована опция полноценного выкупа футболиста. Полноценно футболист присоединился к клубу в январе 2022 года после открытия трансферного окна. Первый матч сыграл 13 февраля 2022 года против люблянской «Олимпии», выйдя на поле в стартовом составе. Первым результативным действием за клуб футболист отличился 2 апреля 2022 года в матче против «Домжале», отдав голевую передачу. По итогу сезона футболист вместе с клубом стал победителем чемпионата. В начале нового сезона футболист вместе с клубом отправился на квалификационные матчи Лиги чемпионов УЕФА. Первый матч сыграл 6 июля 2022 года против белорусского клуба солигорского «Шахтёра», выйдя на поле в стартовом составе. В ответном матче 13 июля 2022 года футболист вместе с кубом оказался сильнее белорусской команды и вышел в следующий раунд квалификаций.

### «Кальяри»
В июле 2022 года футболист перешёл в итальянский клуб «Кальяри», подписав четырёхлетний контракт. Дебютировал за клуб 5 августа 2022 года в матче Кубка Италии против клуба «Перуджа», выйдя на поле в стартовом составе. Дебютный матч в итальянской Серии B сыграл 13 августа 2022 года против клуба «Комо». В следующем матче 21 августа 2022 года против клуба «Читтаделла» забил свой дебютный гол. Футболист сразу же стал ключевым игроком итальянского клуба, вместе с которым закончил чемпионат на пятом итоговом месте и отправился в стыковые матчи на повышение в классе. Пройдя такие клубы как «Венеция» и «Парма», вышел в финал, где по сумме матчей победил клуб «Бари» и вышел в Серию A. За сезон футболист успел отличиться лишь своим единственным забитым голом.
Новый сезон за клуб футболист начал с матча Кубка Италии против клуба «Палермо». Дебютный матч в итальянской Серии A сыграл 21 августа 2023 года против «Торино», выйдя на поле в стартовом составе. Дебютный гол в итальянской Серии A футболист забил 29 октября 2023 года в матче против «Фрозиноне».

## Международная карьера
В июне 2021 года футболист получил вызов в национальную сборную Республики Конго. Дебютировал за сборную 9 июня 2021 года в рамках товарищеского матча против сборной Нигера. Дебютный гол за сборную забил 8 июня 2022 года в квалификационном матче Кубка африканских наций против сборной Гамбии.

## Достижения
«Марибор»
- Чемпион Словении: 2021/22